# Border koli
Border koli (енг: Border Collie) je radna i pastirska rasa pasa razvijena u anglo-škotskom regionu za čuvanje stoke, a posebno ovaca. Ovaj pas je dobio ime po oblasti, dolini Borders.

## Karakteristike

### Inteligencija
Border koli postoji kao rasa stotinama godina, a čovek isto toliko godina radi na jednom cilju: da ova rasa bude savršen čuvara stada. Zbog toga, border koli je danas visoko energičan pas koji se veoma brzo kreće.
S obzirom na to da je inteligentan i veoma pažljiv, border koli je posebno prilagođen obuci. Treba ipak nežnije postupati s njim, jer inače može da postane nervozan i uplašen. S obzirom na veoma izražen nagon za plenom (što je karakteristika svih pastirskih pasa), ovaj pas bez adekvatnog treninga može usvojiti neželjeno ponašanje prema malim životinjama ili prema deci.

### Radni pas
Border koli je prevashodno ovčar koji je zadužen za čopor. Ovi psi su u stanju da svoj posao obavljaju besprekorno od trenutka kad sunce izađe, pa sve do sumraka. Njegov izuzetni njuh omogućava mu da čuva stado bez problema i po najvećoj magli. U Francuskoj, gde su stada zatvorena u toru, njegova uloga se sastoji u odvajanju ovce od ovna ili navođenju stada da promeni pašnjak. Sa zanosom učestvuje na takmičenjima za radne pse. Stiče se utisak da ovaj crno-beli pas koristi snagu svog pogleda kako bi hipnotisao grla stoke, kojima se približava puzeći kao lovački pas. On se drži po strani i predviđa reakcije stada u svim mogućim situacijama.
Poslednjih godina on služi kao pas za otkrivanje narkotika i eksplozivnih naprava. Osim za pastirski posao i sportska takmičenja, sve se češće koristi i za pratnju starijih osoba u zdravstvenim ustanovama. 

### Aktivnost
Za osobe koja uživaju u kretanju, druženju i igri sa psom, border može biti pravi izbor ljubimca. Ovaj pas brzo uči i s uživanjem izvodi naučene trikove, a najbolja nagrada za uloženi trud biće mu trčanje za lopticom ili frizbijem.
Border koli je savršen izbor za zemljoradnike, farmere, rančere, ali i sportiste koji se bave atletikom, na prvom mestu maratonom. Potrebno mu je puno kretanja i stalna mentalna stimulacija. Nije pas za stan, najviše mu odgovara život u dvorištu uz dozvoljen pristup kući. Treba ga četkati jednom do dva puta nedeljno.

### Druželjubivost
U suštini, on je uravnotežen i mio. Otporan, pokretan i neumoran pas s visokim koeficijentom inteligencije. Dobro se oseća u porodičnom krugu, a posebno na selu. Druželjubiv je i odan pas koji se vrlo retko prepušta maženju. Veoma je odan svom gazdi, ali je nepoverljiv prema strancima. Međutim, nije agresivan. Vežba je za njega od životnog značaja.

### Izgled
Border koli ima dosta dugačku i jaku njušku, uši prave ili polupodignute. Oči su mu smeđe, i to posebno živog pogleda. Vilica mu je snažna, a zubi čvrsti, makazasti. Mišićav i elegantan, ovaj pas ima proporcionalno telo i stiče se utisak da može brzo da se kreće, ali ne treba da ima nervozno držanje. Dlaka je srednje duga, gusta, poddlaka je blaga i zgusnuta, a stvara inače bujnu grivu i pantalone.

## Spoljašnje veze
- Border koli на веб-сајту  (језик: енглески)